# The Singles Collection, Volume 1
The Singles Collection, Volume 1 is een verzamelalbum van de Amerikaanse punkband Dropkick Murphys. Het album werd uitgegeven op 23 mei 2000 via het platenlabel Hellcat Records op cd en als dubbelelpee. De cd-versie van The Singles Collection, Volume 1 werd heruitgegeven in 2012 en de lp-versie in 2015.
Het album bevat nummers die niet eerder op de twee studioalbums van de band waren verschenen. The Singles Collection, Volume 1 bestaat uit alle nummers die de band heeft opgenomen vóór de uitgave van het debuutalbum, met uitzondering van de nummers van de ep Boys on the Docks en enkele nummers die eerder waren verschenen op compilatiealbums. Het album bevat ook enkele live opgenomen nummers.
In Europa was al een jaar eerder, in 1998, het verzamelalbum The Early Years: Underpaid & Out of Tune uitgegeven. The Early Years bevat de meeste nummers die ook op dit album te horen zijn, maar niet allemaal.

## Nummers
Het album bevat zes covers: drie covers van de Britse punkgroep The Clash, een van de Britse folkpunkband The Pogues, een gedeeltelijke cover van de Australische rockband AC/DC en een cover van de Amerikaanse hardcoreband Slapshot.
Tracks 1 en 2 zijn genomen van het splitalbum Dropkick Murphys/Ducky Boys (1996), tracks 3 tot en met 6 waren eerder verschenen op de ep Tattoos and Scally Caps (1997), track 7 tot en met 10 zijn te horen op de ep Fire and Brimstone (1997), 11 en 12 op het splitalbum The Bruisers/Dropkick Murphys (1997) en 13 en 14 op het splitalbum  Anti-Heros vs Dropkick Murphys (1997). Tracks 15 tot en met 23 zijn live opgenomen op 8 februari 1998 en track 24 is live opgenomen in november 1997.
1. "Barroom Hero" - 3:09
2. "Fightstarter Karaoke" - 2:33
3. "John Law" - 2:15
4. "Regular Guy" - 1:53
5. "3rd Man In" - 2:19
6. "Career Opportunities (Live)" (The Clash) - 1:53
7. "Never Alone" - 3:18
8. "Take It or Leave It" - 2:02
9. "Eurotrash" - 1:36
10. "Front Seat" - 2:33
11. "Denial" - 2:24
12. "Billy's Bones" (The Pogues) - 2:03
13. "Road of the Righteous" - 2:50
14. "Guns of Brixton" (The Clash) - 2:47
15. "Cadence to Arms (Live)" - 2:26
16. "Do or Die (Live)" - 1:48
17. "In the Streets of Boston (Live)" - 1:14
18. "Never Alone (Live)" - 2:40
19. "Get Up (Live)" - 2:05
20. "Far Away Coast (Live)" - 2:46
21. "Boys on the Docks (Live)" - 2:53
22. "Skinhead on the MBTA (Live)" (bevat een deel van "T.N.T." van AC/DC) - 4:45
23. "I've Had Enough (Live)" (Slapshot) - 1:42
24. "White Riot (Live)" (The Clash) - 1:48

## Muzikanten
- Mike McColgan - zang
- Ken Casey - basgitaar, zang
- Rick Barton - gitaar
- Matt Kelly - drums (live)
- Jeff Erna - drums (studio en op "Career Opportunities")